# Pala San Nicolò
Il Pala San Nicolò è il secondo palazzo dello sport di Teramo in ordine di grandezza, dopo il PalaScapriano e prima del Pala Giorgio Binchi.
È sito a Teramo, nel quartiere periferico San Nicolò, e ha una capienza di 1 500 posti.
Analogamente al Pala Giorgio Binchi, il palazzetto è usato da una delle due squadre di pallamano della città. In particolare, vi gioca la squadra femminile che milita nella massima serie del campionato italiano, l'HF Teramo. Nel passato vi ha giocato anche il Teramo Handball, compagine maschile di pallamano.
È inoltre utilizzato da squadre cittadine di basket e pallavolo.